# 岩戸鉱山
岩戸鉱山（いわとこうざん）は、鹿児島県枕崎市別府に所在する、金および含金珪酸鉱を産出する鉱山である。枕崎市の市街地中心部から東に約5キロメートルのところに所在する。春日鉱山株式会社と有限会社宮内赤石鉱業所が共同で操業を行っている。

## 地質
岩戸鉱山の採掘対象鉱床は高硫化型熱水性金鉱床であるとされ、別名南薩型金鉱床と呼ばれ、同じ枕崎市の春日鉱山および隣の南九州市の赤石鉱山と同様のものである。鉱山は標高130メートルから190メートル程度の丘陵地に存在する。
この付近の基盤となる地層はジュラ紀の四万十層群（川辺層群）であり、砂岩と頁岩の互層になっている。この上に不整合に被覆する南薩層群および南薩中期火山岩類が分布する。南薩層群は主に輝石安山岩の溶岩と輝石角閃石安山岩の火山砕屑岩からなり、この鉱山付近から赤石鉱山付近にかけて上部が地表に露出しているところがある。南薩中期火山岩類は、輝石角閃石安山岩、凝灰角礫岩、凝灰岩などからなる。同じ南薩型金鉱床でも、岩戸鉱山と春日鉱山は南薩層群上部層の輝石安山岩や同質の火山砕屑岩に胚胎するが、赤石鉱山はより若い南薩中期火山岩類を鉱床母岩とする違いがある。またこれら3鉱山では主に珪化岩に鉱床が生成している一方、枕崎市内にある鹿篭鉱山は含金銀石英脈鉱床であり、四万十層群の砂岩・頁岩中に生成するという違いがある。さらにその上に約25,000年前の阿多火砕流の溶結凝灰岩が低地を埋めるように分布し、その上位に軽石凝灰岩を主とするシラスが分布する。

### 鉱床の形成
岩戸鉱山の鉱床は、熱水性の塊状岩金銀珪化岩からなっている。鉱床を胚胎する珪化岩体は、南北方向の断面がキノコのような形状をしており、それが東西に長く伸びた、鉄道のレールのような構造となっている。
鉱床の母岩となったのは、凝灰角礫岩や凝灰岩などの火山砕屑物である。熱水によって変質した中心部は珪化帯になっており、安山岩が元になった珪化岩の場合は輝石や斜長石などの斑晶が、凝灰角礫岩が元になった珪化岩の場合は礫や軽石などが溶脱されて空隙を生じている。この珪化帯を薄く取り巻くように弱珪化帯があり、珪化帯より溶脱が不完全でより多くの粘土鉱物を伴っている。弱珪化帯の外側には粘土化変質帯が、そしてその外側にはプロピライト化帯がある。南薩型金鉱床では、熱水により最初に珪化が進行して空隙を生じ、あとからこの空隙に金や銀の鉱化作用が起きて鉱床が形成されていった。この鉱化はほぼ珪化帯に限られ、外部の粘土化変質帯などにはほとんど見られない。
岩戸鉱山の明礬石に対するカリウム-アルゴン法による年代測定では470万年前±100万年前と測定されており、春日鉱山より新しく、赤石鉱山より古いとされている。これは火山活動と鉱化作用が西から東へ移る傾向にあったことを示している。

## 歴史
1932年（昭和7年）に、宮内敬太郎が鉱業権を取得して坑内掘りおよび露天掘りによる採掘を開始した。1938年（昭和13年）に日本鉱業と共同で含金珪酸鉱を佐賀関製錬所に販売するようになったが、1943年（昭和18年）に金鉱業整備令によって帝国鉱業開発に設備を接収され、いったん閉山となった。
1964年（昭和39年）に三井串木野鉱山株式会社が探鉱を再開し、翌1965年（昭和40年）に鉱業権者となっていた宮内敬久との間で租鉱権を設定して操業を開始した。当初は露頭を中心としてその周辺を剥土して採掘する方式（露天掘り）と坑道掘りを併用し、1978年（昭和53年）時点では年産約7万7000トン、平均金品位4.4グラム/トン、平均銀品位7グラム/トンで採掘していた。上品位の金鉱石は串木野鉱山へ送って製錬していた。
1994年（平成6年）からは春日鉱山に珪酸鉱を販売するようになった。そして2004年（平成16年）に、有限会社宮内赤石鉱業所が操業管理を行うようになり、2008年（平成20年）から有限会社宮内赤石鉱業所と春日鉱山株式会社が共同鉱業権者となって、春日鉱山株式会社が春日鉱山と共に操業を管理するようになった。これ以前も岩戸鉱山の産出鉱石を春日鉱山が買鉱して処理を行っていたが、操業管理の一貫化によってより安定的に操業が可能となった。2011年（平成23年）時点で、両方の鉱山を合わせて直轄21名、協力会社6 - 8名で操業を行っており、岩戸鉱山は月産約9000トンである。

## 操業
採掘は露天掘りによって実施され、クローラードリルを用いて穴をあけ、アンホ爆薬またはエマルション爆薬を装填して発破し、ブレーカーで鉱石を小割し、油圧ショベルでダンプカーに積み込んで、春日鉱山に運ばれて原鉱ビンに投入される。以降の作業はすべて春日鉱山で行われ、鉱石のさらなる破砕を行って船積みして出荷されている。
1938年（昭和13年）から2007年（平成19年）までの累計産出量は約260万トンで、金の平均品位は1トン当たり3.7グラムであり、計算される累計産金量は約9.6トンである。2008年（平成20年）の資源量評価によれば、なお20年以上の安定操業が可能と評価されている。